# Bolków (województwo łódzkie)
Bolków – wieś w Polsce położona w województwie łódzkim, w powiecie wieluńskim, w gminie Ostrówek.

## Podział wsi
| SIMC    | Nazwa     | Rodzaj    |
| ------- | --------- | --------- |
| 0708584 | Łysa Góra | część wsi |
| 0708590 | Podborek  | część wsi |

## Historia
Dawniej miejscowość nazywała się Bolików. Wieś ma metrykę średniowieczną i istnieje co najmniej od XV wieku. Wymieniona po raz pierwszy w 1457 w dokumencie zapisanym w języku łacińskim jako Bolicow . 
W latach 1975–1998 miejscowość administracyjnie należała do województwa sieradzkiego.